# 济河街道
济河街道，是中华人民共和国山東省济宁市泗水县下辖的一个乡镇级行政单位。

## 行政区划
济河街道下辖以下地区：
孙家庄社区、华兴街社区、韩家庄社区、礼泉社区、何家庄社区、汤家庄社区、高家庄社区、新兴社区、金裕社区、滨河社区、光明社区、龙城社区、东高村、西高村、凤凰岭村、长山庄村、潘庄村、于庄村、党家庙村、南尚舒村、北尚舒村、鲁舒村、北彭家庄村、南彭家庄村、罗家湾村、樊家庄村、大沟崖村、任家庄村、石佛庄村、龙湾套村、白仲泉村、北孙徐村、五里庙村、尖山村、小山前村、半截楼村、卧牛庄村、沙胡同村、夹山头村、东王家庄村和张家寨村。